# ベンクトゥシャール灯台
ベンクトゥシャール灯台（ベンクトゥシャールとうだい、フィンランド語: Bengtskärin majakka、英語: Bengtskär lighthouse）はフィンランドのハンコから25キロメートル南西にある諸島海にある灯台。灯台は1906年にベンクトゥシャールというスケリー（岩礁）に建てられた。塔高は46メートル、灯火標高は52メートルであり、北欧の灯台としては最も灯火標高の高いものである。

## 歴史

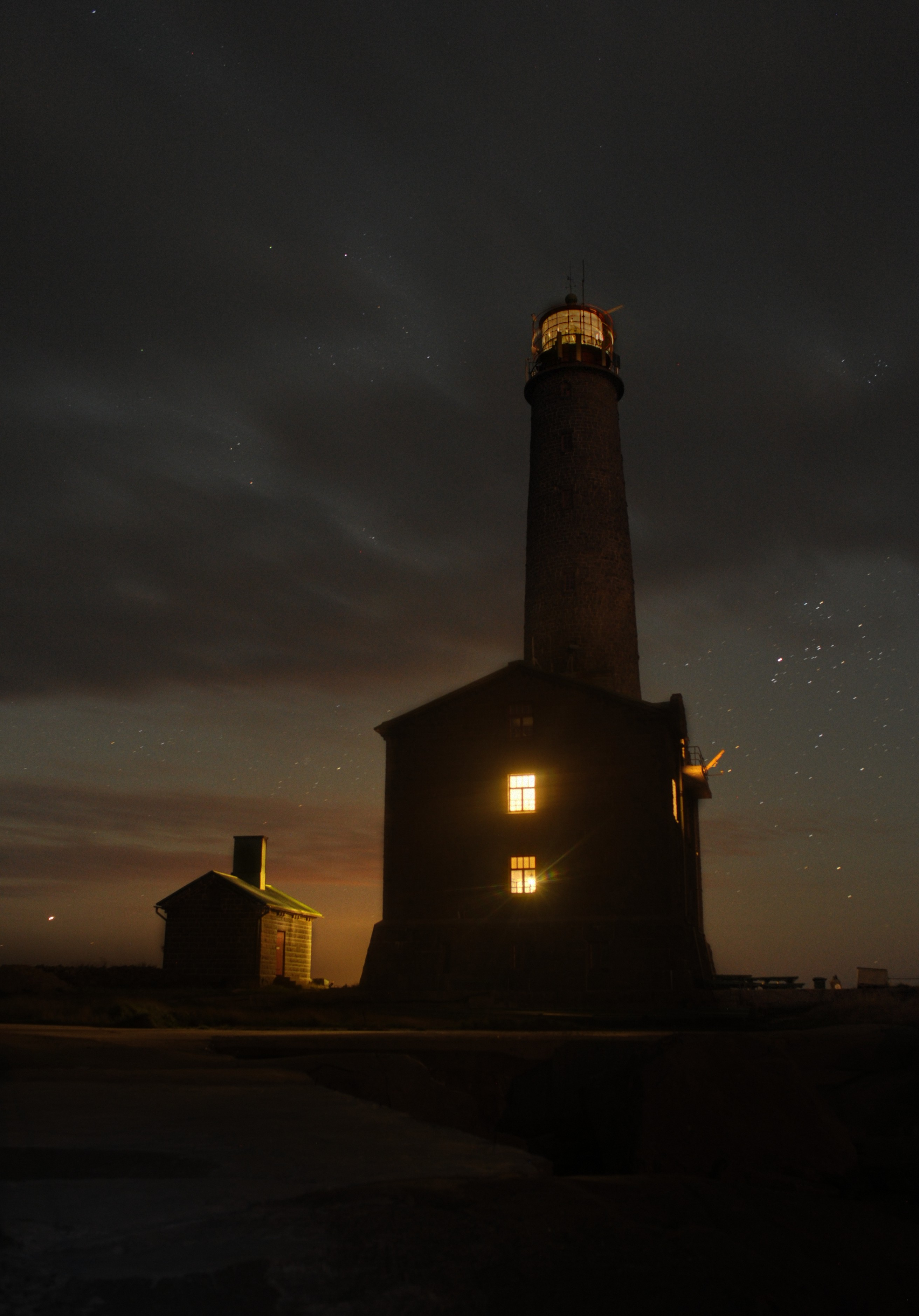
夜のベンクトゥシャール灯台、2013年撮影。

灯台の建設計画は立てられて久しいが、1905年に蒸気船のヘルシングフォルスがリューベックからヘルシンキへ航行する途中でベンクトゥシャール近辺で座礁、船員数人が溺死する事故がおきると、灯台の建設に緊急性があるとして計画は急ピッチで進められ、灯台は翌年に竣工した。継続戦争中の1941年、ハンコに駐留していたソビエト連邦の部隊がベンクトゥシャールに上陸して灯台を破壊しようとしたが失敗した。
現代ではベンクトゥシャール灯台が人気な観光地になり、年間の観光客の人数は13,000から15,000となっている。また博物館と小さなホテルが経営されており、花崗岩製のフィンランドサウナもある。